# Bludoveček a Zámeček

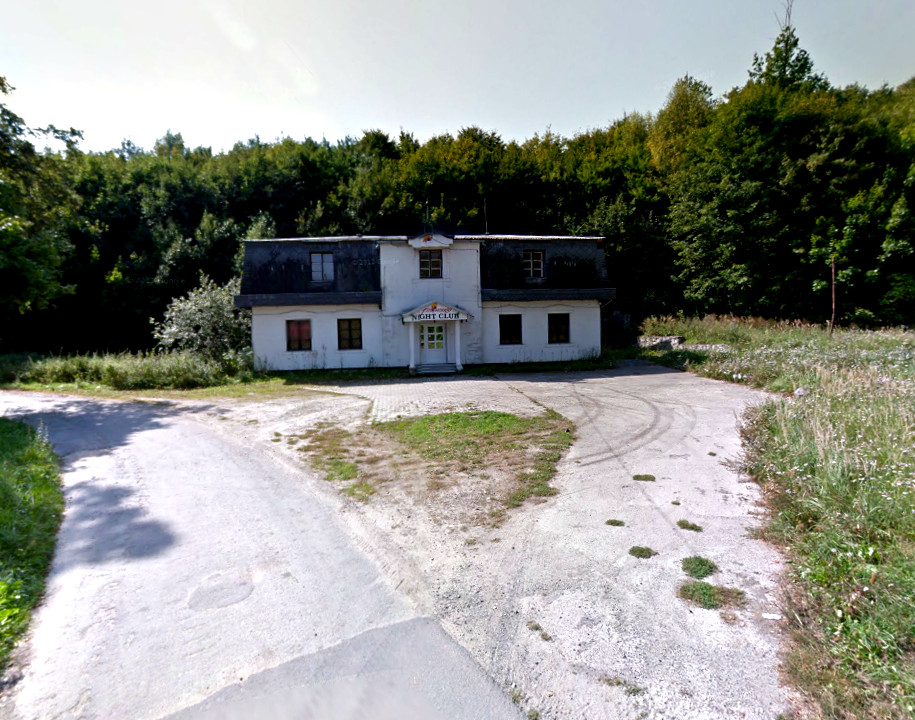
Místo, na kterém stála budova Zámečku, který byl později nahrazen budovou nevěstince Flamengo

Bludoveček a Zámeček (německy Blauda Höfel) je osada v katastru obce Bludov.

## Etymologie
Bludoveček je název bývalé středověké zástavby, která náležela k Bludovskému hradu a je zdrobnělinou od slova Bludov. Zámeček bylo sídlo bývalého správce bludovského panství, které vzniklo později až v raném novověku. Oba názvy jsou toponymicky zaměnitelné.

## Geografie

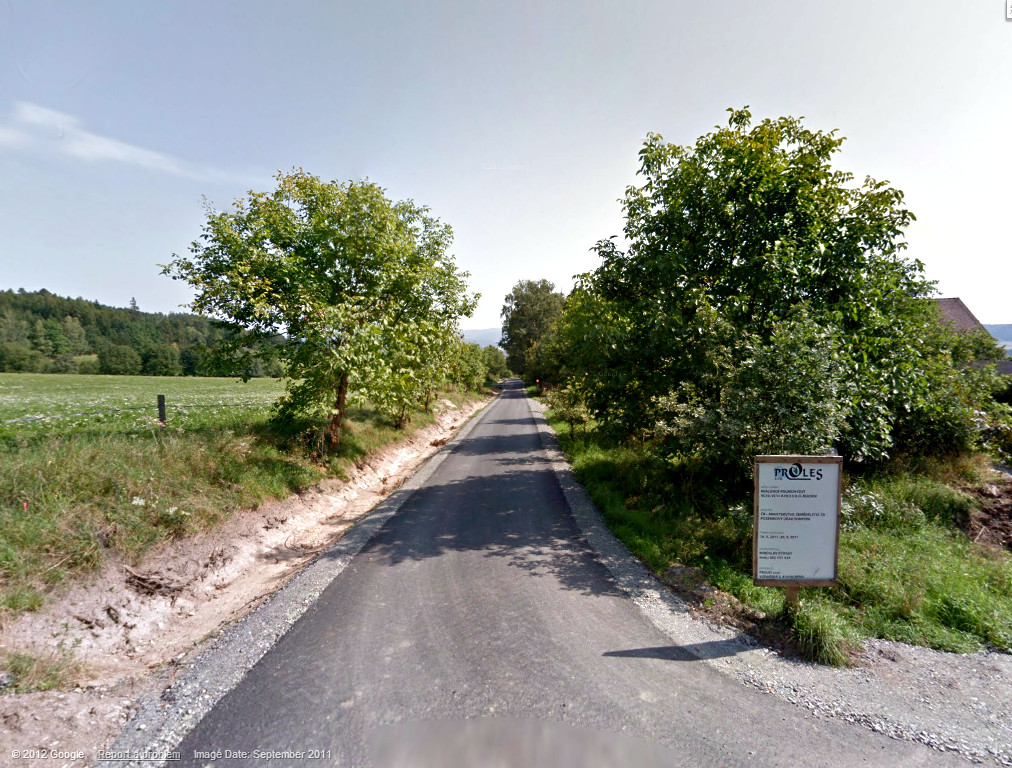
Cyklostezka do Šumperka

Bludoveček a Zámeček jsou situovány na úbočí kopce Chocholíku, který je součástí Hanušovické vrchoviny. Zpevněná cesta toto místo spojuje s Bludovem a okrajem Šumperka.
V historii tato cesta byla důležitým tahem spojující střední Moravu s jesenickým regionem a potažmo Slezskem. Význam cesty zcela vymizel, když byla v roce 1965 vybudována cesta I/11. Nyní je tato osada klidným místem s loukami a lesy a je oblíbeným počátečním místem pro výšlapy k rozhledně Háj.

## Historie

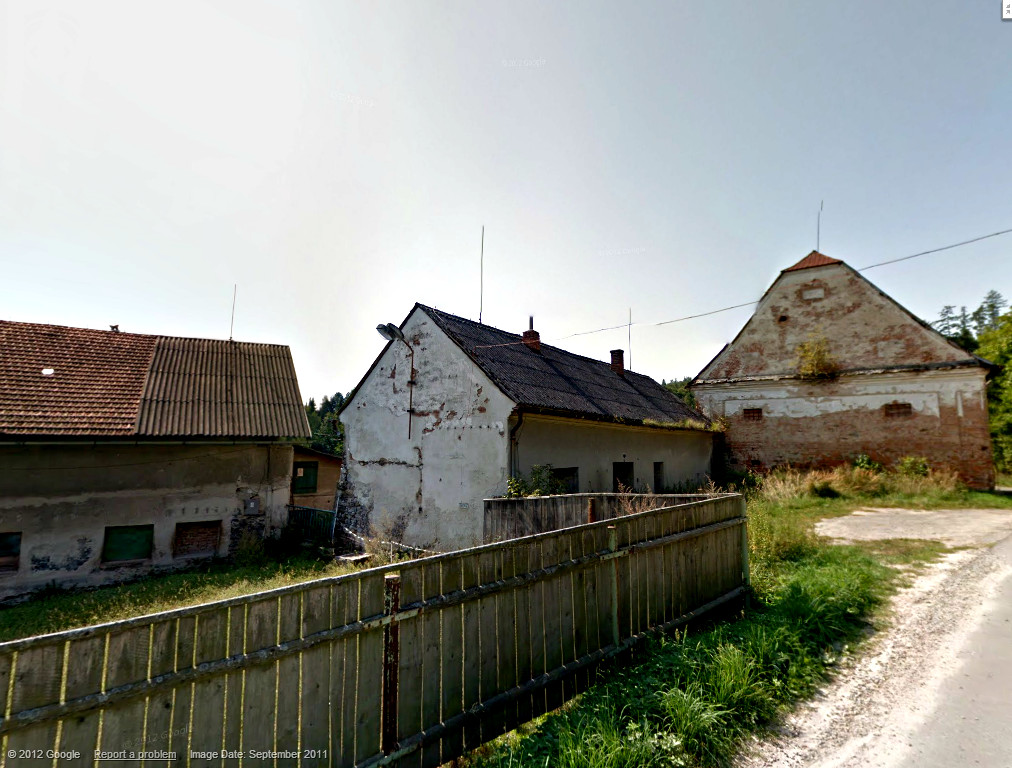
Sýpka a kravín

Bludovský hrad vznikl ve 13. století, kdy přesně byla vybudována infrastruktura Bludovečku je nejasné. Středověké budovy se nedochovaly. Nejstarší stavbou je sýpka vystavěná po požáru v roce 1741. Původní budova Zámečku byla vystavěna v roce 1520 jako sídlo správce bludovského panství. Objekt Zámečku měl podle archeologického výzkumu z roku 1995 dvě stavební etapy, raně renesanční a pokročile renesanční. Obdélníková, patrová budova měla v přízemí přinejmenším dvě místnosti a arkádovou chodbu. Zřejmě koncem 16. století byla správa panství přenesena do nové tvrze přímo v Bludově a objekt Zámečku byl mezi lety 1605-1618 přebudován na jednopatrový letohrádek – příležitostné letní sídlo, který zůstal do požáru v roce 1741, kdy byl zničen a na jeho místě vystavěna současná sýpka.
K roku 1710 existuje první písemný doklad o existenci zájezdního hostince, který byl pojmenován Korbílek.
Během éry komunismu osada prošla silným úpadkem. Zájezdní hostinec byl opuštěn a budovy Bludovečku byly využívány jako kravín. Také byly vystavěny dvě dvoupatrové panelové budovy pro pracovníky zemědělského družstva.
Během 90. let 20. století byly zbořeny zbytky zájezdního hostince a na místě byla postavena nová restaurace. Po počátečním úspěchu zkrachovala a nový vlastník v jejích prostorách otevřel nevěstinec. V roce 2011 byla budova znovu prodána a nový vlastník znovuobnovil restauratérkou tradici.
Během druhé dekády 21. století osada prodělala prudký rozvoj. Na přilehlých loukách byla vybudována obora s jeleny, poškozená silnice byla opravena a do Šumperka byla vytyčena cyklistická stezka. Majitel šumperské distribuční společnosti vybudoval v osadě svou rezidenci se stájí.

## Demografie

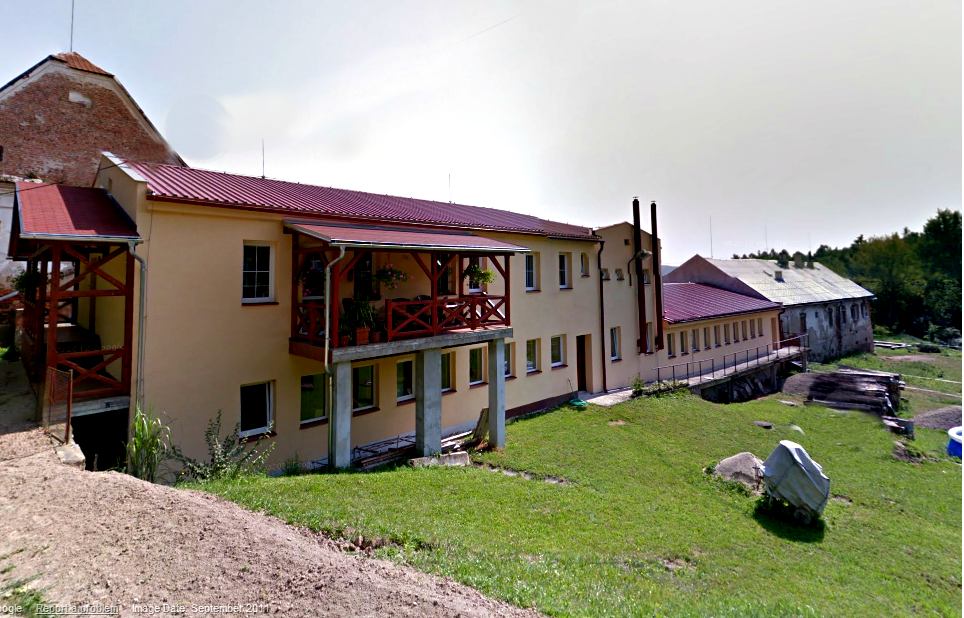
Část kravína byla přebudována jako byt a truhlářská dílna

V osadě se nachází dvě dvoupatrové bytovky, dva rodinné domy a část kravína byla přestavěna na byt. Celkový počet obyvatel je 27 lidí starších 18 let, počet mladších lidí není znám.

## Ekonomika
V osadě je přítomna truhlářská dílna, jelení obora a kravín. V budoucnu se bude otevírat restaurace. Oblast není obsluhována veřejnou dopravou – nejbližší zastávka autobusu je 2 km daleko v Bludově anebo 3 km daleko v Šumperku.